# Карни (округ, Небраска)
Округ Карни (англ. Kearney County) — округ, расположенный в штате Небраска (США) с населением в 6882 человека по статистическим данным переписи 2000 года. Столица округа находится в городе Минден.

## История
Округ Карни был образован в 1860 году и получил своё официальное название по одноимённому форту, который, в свою очередь, был назван в честь бригадного генерала периода Гражданской войны в США Стивена У. Карни.

## География
По данным Бюро переписи населения США округ Карни имеет общую площадь в 1336 квадратных километров, из которых 1336 кв. километров занимает земля и менее 0,05 кв. километров — вода. Площадь водных ресурсов округа составляет менее 0,01 % от всей его площади.

### Соседние округа
- Бaффало (Небраска) — север
- Адамс (Небраска) — восток
- Уэбстер (Небраска) — юго-восток
- Франклин (Небраска) — юг
- Харлан (Небраска) — угол на юго-западе
- Фелпс (Небраска) — запад

## Демография
По данным переписи населения 2000 года в округе Карни проживало 6882 человека, 1902 семьи, насчитывалось 2643 домашних хозяйств и 2846 жилых домов. Средняя плотность населения составляла 5 человек на один квадратный километр. Расовый состав округа по данным переписи распределился следующим образом: 97,82 % белых, 0,16 % чёрных или афроамериканцев, 0,20 % коренных американцев, 0,23 % азиатов, 0,01 % выходцев с тихоокеанских островов, 0,58 % смешанных рас, 0,99 % — других народностей. Испано- и латиноамериканцы составили 2,34 % от всех жителей округа.
Из 2643 домашних хозяйств в 34,40 % — воспитывали детей в возрасте до 18 лет, 62,90 % представляли собой совместно проживающие супружеские пары, в 6,40 % семей женщины проживали без мужей, 28,00 % не имели семей. 24,30 % от общего числа семей на момент переписи жили самостоятельно, при этом 10,90 % составили одинокие пожилые люди в возрасте 65 лет и старше. Средний размер домашнего хозяйства составил 2,50 человек, а средний размер семьи — 2,98 человек.
Население округа по возрастному диапазону по данным переписи 2000 года распределилось следующим образом: 26,80 % — жители младше 18 лет, 6,40 % — между 18 и 24 годами, 27,50 % — от 25 до 44 лет, 22,70 % — от 45 до 64 лет и 16,70 % — в возрасте 65 лет и старше. Средний возраст жителей округа составил 39 лет. На каждые 100 женщин в округе приходилось 98,40 мужчин, при этом на каждых сто женщин 18 лет и старше приходилось 94,60 мужчин также старше 18 лет.
Средний доход на одно домашнее хозяйство в округе составил 39 247 долларов США, а средний доход на одну семью в округе — 44 877 долларов. При этом мужчины имели средний доход в 29 987 долларов США в год против 20 081 доллара США среднегодового дохода у женщин. Доход на душу населения в округе составил 18 118 долларов США в год. 5,50 % от всего числа семей в округе и 8,50 % от всей численности населения находилось на момент переписи населения за чертой бедности, при этом 10,00 % из них были моложе 18 лет и 6,80 % — в возрасте 65 лет и старше.

## Основные автодороги
- US 6
- US 34
- Автомагистраль 10
- Автомагистраль 44
- Автомагистраль 74

## Населённые пункты

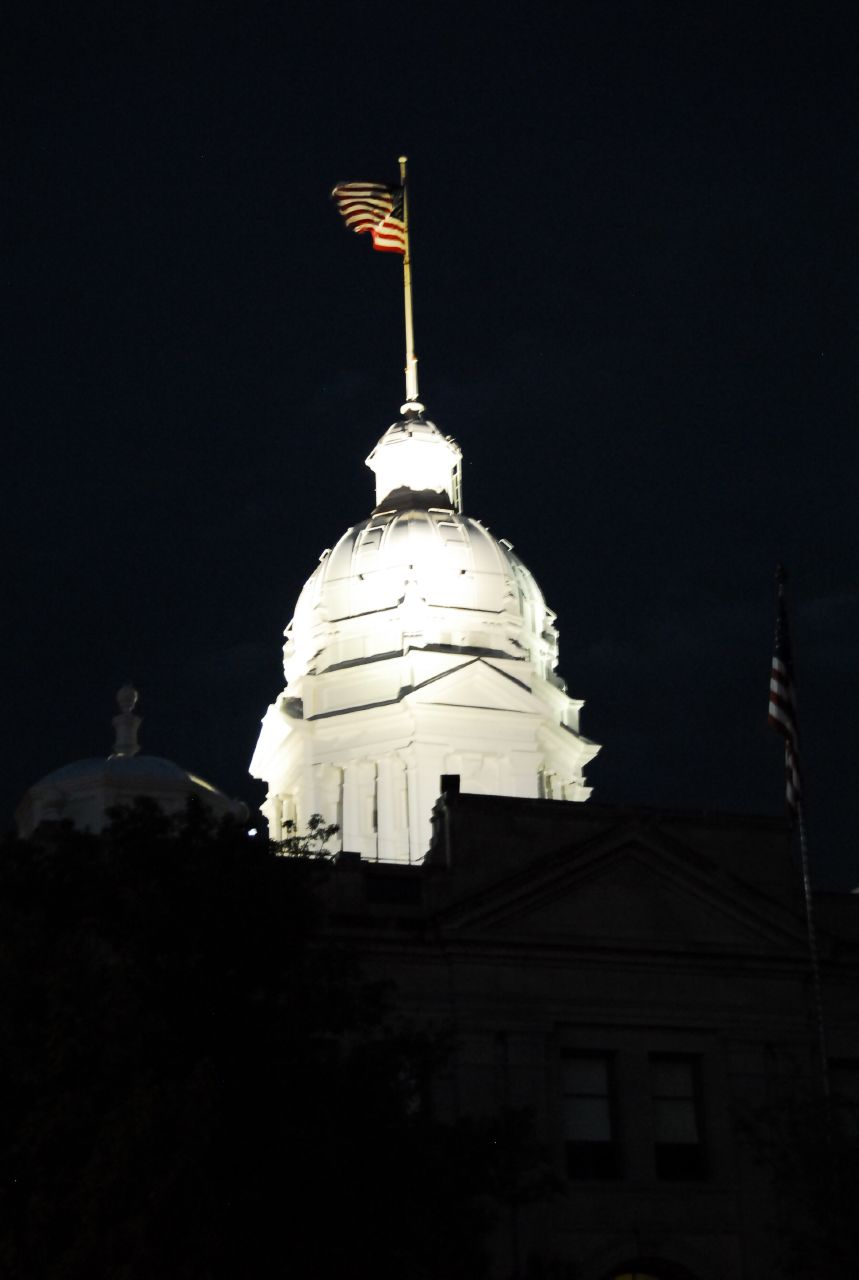
Здание окружного суда в городе Минден

### Города
- Минден

### Деревни
- Экстелл
- Хертуэлл
- Норман
- Уилкокс

### Невключённые территории
- Добитаун

### Тауншипы
- Блейн
- Космо
- Итон
- Грант
- Хейс
- Либерти
- Линкольн
- Логан
- Лоуэлл
- Мей
- Мирейдж
- Ньюарк
- Онайда
- Шерман